# Membrana reticularis
Die Membrana reticularis ist die Oberfläche des Innenohres, an der die mit Stereozilien besetzten Kopfteile der äußeren Haarzellen lokalisiert sind. Sie hat ihren Namen wegen der mosaik-/netzförmigen Struktur erhalten.
Die äußeren Haarzellen sitzen auf Stützzellen, den sogenannten äußeren Phalangenzellen (Deiters-Zellen). Diese besitzen schmale, apikale Ausläufer, die an den äußeren Haarzellen entlang nach oben führen und sich dort zu Kopfplatten ausdehnen und so die Membrana reticularis bilden. Jedes Kopfteil (Apex) der äußeren Haarzellen ist von einem Kragen aus Kopfplatten dieser Phalangenzellen umgeben. Diese bilden durch zahlreiche Tight Junctions eine Diffusionsbarriere zwischen der Endolymphe des Ductus cochlearis und der Corti-Lymphe des Corti-Organs.